# Winterhaven
Winterhaven es un lugar designado por el censo ubicado en el condado de Imperial en el estado estadounidense de California. En el año 2000 tenía una población de 529 habitantes y una densidad poblacional de 881.7 personas por km². 

## Geografía
Winterhaven se encuentra ubicado en las coordenadas 32°44′22″N 114°38′05″O / 32.73944, -114.63472. Según la Oficina del Censo, la ciudad tiene un área total de 0,6 km² (0,2 mi²), de la cual 0,6 km² (0,2 mi²) es tierra y 0 km² (0 mi²) (0.0%) es agua.

## Demografía
Según la Oficina del Censo en 2000 los ingresos medios por hogar en la localidad eran de $11,563, y los ingresos medios por familia eran $16,417. Los hombres tenían unos ingresos medios de $26,458 frente a los $20,750 para las mujeres. La renta per cápita para la localidad era de $7,220. Alrededor del 47.1% de la población estaban por debajo del umbral de pobreza.